# Sergej Svetlov
Sergej Aleksandrovič Svetlov (in russo Серге́й Алекса́ндрович Све́тлов?; Penza, 17 gennaio 1961) è un ex hockeista su ghiaccio russo, fino al 1991 sovietico.

## Palmarès

### Olimpiadi invernali
- 1 medaglia:
  - 1 oro (Calgary 1988[1])